# Ischnomesus bacillopsis
Ischnomesus bacillopsis is een pissebed uit de familie Ischnomesidae. De wetenschappelijke naam van de soort is voor het eerst geldig gepubliceerd in 1920 door Barnard.